# 洛甘乡
洛甘乡，是中华人民共和国四川省凉山彝族自治州普格县曾经下辖的一个乡。2021年1月12日，撤销洛甘乡，其所属行政区域划归螺髻山镇管辖。

## 行政区划
洛甘乡撤销前下辖以下地区：
采乃村、果吉村和洛甘村。